# Absaugkatheter

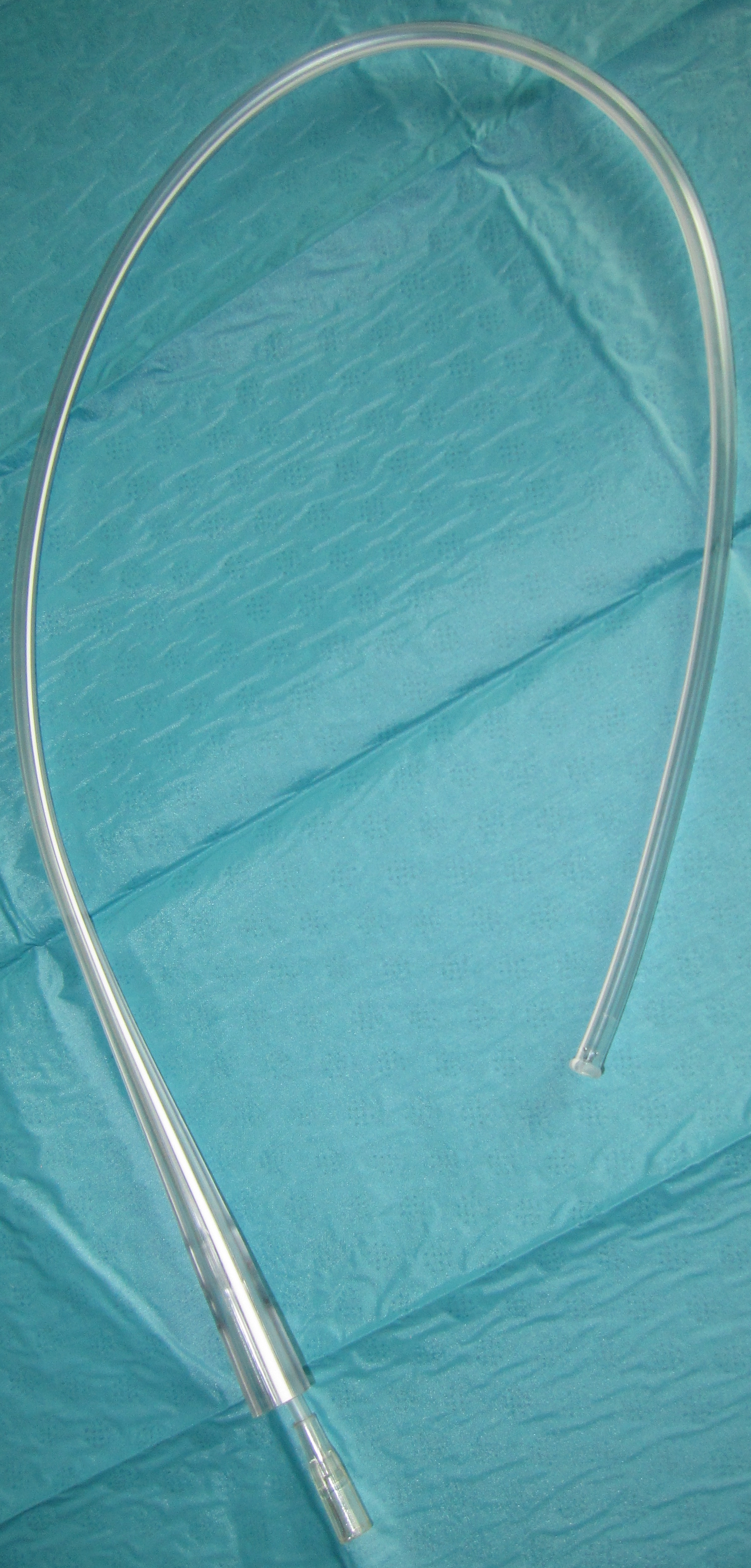
Absaugkatheter

Ein Absaugkatheter, auch Absaug-Katheter geschrieben, ist ein Hilfsmittel bzw. Zubehör zum Absaugen von Sputum oder Flüssigkeiten (Blut, Speisebrei) aus Rachen und Luftröhre im menschlichen Körper, welcher im Rahmen des Atemwegsmanagements an eine Absaugpumpe angeschlossen wird.

## Beschreibung
Die Katheter bestehen aus einem flexiblen PVC- oder Silikonschlauch, verwendet wird beinahe ausschließlich Einweg-Material. Konventionelle Katheter haben eine einfache Öffnung an der Katheterspitze sowie ein bis mehrere seitliche Öffnungen.
Sogenannte atraumatische Katheter besitzen an ihrem distalen Ende einen ringförmigen Wulst um die Katheterspitze. Dadurch bildet sich beim Absaugen ein Luftkissen um die Ansaugöffnung, wodurch ein Ansaugen der Schleimhaut vermieden werden soll.
Die Größen reichen von Charrière 5 bis 20 mit Längen von 20 bis 60 cm. Der Durchmesser ist durch unterschiedliche Farben des Anschlusstrichters am oberen Ende gekennzeichnet.
Der Durchmesser des Absaugkatheter darf höchstens 50 % des Tubusinnendurchmessers betragen.
| Größe in Charrière | CH 5 | CH 6     | CH 8 | CH 10   | CH 12 | CH 14 | CH 16  | CH 18 | CH 20 |
| Farbe              | grau | hellgrün | blau | schwarz | weiß  | grün  | orange | rot   | gelb  |
| Durchmesser (mm)   | 1,7  | 2,0      | 2,7  | 3,3     | 4,1   | 4,7   | 5,3    | 6,1   | 6,6   |

## Handhabung
Beim Einführen des Absaugkatheter darf bei üblichen Kathetern nicht gesaugt werden. Der Katheter wird bis zum Auftreten eines Widerstandes  geschoben,  einen Zentimeter zurückgezogen, und dann das Ventil bzw. Loch verschlossen und der Katheter langsam herausgezogen (Erwachsene 0,4 bar, Kinder 0,2 bar Sog). Atraumatische Absaugkatheter können unter Sog eingeführt werden.

## Geschlossene Absaugsysteme
Bei längeren Beatmungstherapien oder wenn mit hohen Beatmungsdrücken gearbeitet wird, sowie aus hygienischen Gründen werden in der Intensivmedizin geschlossene Absaugsysteme verwendet. Diese Systeme bestehen aus einem Ansatzstück, das zwischen Endotrachealtubus oder die Trachealkanüle und Beatmungsgerät eingesetzt und mit der Absaugpumpe verbunden wird, zudem ist ein Ventil angebracht, um den Sog zu starten. Der eigentliche Katheter ist an diesem Ansatzstück in einer Kunststoffhülle eingelegt, durch die er in den Endotrachealtubus oder die Trachealkanüle eingeführt und nach dem Saugvorgang wieder herausgezogen werden kann, ohne den eigentlichen Katheter zu berühren. Somit ist nicht für jeden Absaugvorgang ein Öffnen des Beatmungssystems notwendig und das Risiko für bakterielle/virale Kontaminationen (auch des Personals), Pneumonien und Atelektasen kann verkleinert werden; allerdings sind geschlossene Absaugsysteme kostenintensiver.